# واتسون (رایانه)
واتسون (انگلیسی: Watson) یک سامانهٔ رایانه‌ای هوش مصنوعی قابل به پرسش‌های مطرح شده در زبان طبیعی است که در پروژه DeepQA در شرکت آی‌بی‌اِم توسعه یافته است. نام این رایانه از اسم اولین مدیرعامل شرکت، توماس واتسون انتخاب شده است.

## شرح
نرم‌افزار
رایانه واتسون از سیستم عامل سوزه لینوکس انترپرایز سرور و چندین نرم‌افزار مختلف از جمله Apache UIMA استفاده می‌کند.
سخت‌افزار
این رایانه از پردازندهای POWER7 که مبتنی بر معماری Power هستند استفاده می‌کند.